# SV Lafnitz
SV Lafnitz é um clube de futebol austríaco com sede em Lafnitz, Áustria. Atualmente, disputa a Segunda divisão Austríaca.